# Eternal Darkness: Sanity's Requiem
Eternal Darkness: Sanity's Requiem é um jogo eletrônico de ação-aventura/terror psicológico desenvolvido pela Silicon Knights e publicado pela Nintendo. Originalmente planejado para o Nintendo 64, se tornou um título de lançamento para o Nintendo GameCube, sendo lançado em 24 de junho de 2002.
Embora o jogo apresente uma jogabilidade semelhante à mecânica da série Resident Evil, ele diferencia-se por suas características únicas, mais notoriamente os "Efeitos de sanidade" (Sanity effects). Nele, o jogador assume o papel de diversos personagens, incluindo uma jovem estudante norte-americana, que é forçada a voltar para a mansão de sua família em Rhode Island para investigar o assassinato de seu avô, e se vê envolvida em uma luta contra uma entidade poderosa e seu servo que procuram escravizar a humanidade.
Eternal Darkness não foi um sucesso comercial após o seu lançamento, mas foi amplamente elogiado pela crítica e ganhou inúmeros prêmios. Apesar de uma continuação direta ter sido cancelada pela Nintendo, que detém a propriedade intelectual do jogo, e do fato da Silicon Knights, mais tarde, ter ido à falência e se dissolvido, o escritor e diretor do jogo, Denis Dyack, vem tentando fazer um sucessor espiritual chamado Shadow of the Eternals.

## Jogabilidade
O jogo se conduz por uma perspectiva em terceira pessoa e mesmo que a câmera seja projetada para permanecer focada no personagem do jogador, ela não pode ser controlada. A jogabilidade funciona em um estilo semelhante ao de Resident Evil, tais como lutas contra monstros com diferentes armas disponíveis; resolução de quebra-cabeças para explorar mais a fundo um local; a provisão de um mapa para cada local, que rastreia o trajeto do jogador - e um sistema de inventário que armazena itens e armas adquiridas durante o jogo, que podem ser examinadas em detalhes, equipadas para o combate ou usadas para resolver quebra-cabeças, e até combinadas com outros objetos no inventário. Eternal Darkness, porém, mantém diferenças notáveis no estilo de jogabilidade, muitas das quais o distinguem de outros jogos de terror / sobrevivência.
Depois que o jogador vasculha a área central do jogo, a propriedade da família Rovias, atrás do livro chamado "Tome of Eternal Darkness", e o lê, a narrativa principal da estória do jogo vai se alternando entre duas fases: a fase principal se concentra em uma série de capítulos, onde o jogador assume o controle de um personagem específico por capítulo, cada um dos quais deve completar uma tarefa específica para completar o capítulo e prosseguir a estória; a outra fase atua como um intervalo entre capítulos, no qual o jogador controla a protagonista principal e explora a mansão atrás de uma página do livro, a fim de começar o próximo capítulo.
O jogo apresenta doze personagens jogáveis, divididos entre quatro locais distintos em diferentes períodos de tempo, cada um sendo diferente nos principais medidores do jogo - saúde, magia (estilizada como magicka) e sanidade. O personagem tem acesso a uma pequena seleção de armas para uso em combate, embora o que possa usar seja determinado pelo período temporal em que estiverem - enquanto os da época medieval dependem principalmente de armas de contato como espadas e similares, personagens de eras mais modernas têm acesso à armas de longo alcance, incluindo pistolas, escopetas e outras armas de fogo. O combate concentra-se em um sistema de segmentação simples, no qual os jogadores devem focar num inimigo para atacá-lo, podendo assim atingir membros específicos - se causar dano suficiente nos dois braços o inimigo ficará incapacitado de atacar o jogador; se o jogador atacar as pernas dos inimigos eles não poderão mais se mover com a velocidade de antes, e se lhes decepar a cabeça muitos inimigos morrerão rapidamente e outros ficarão cegos.

### Escolha dos Artefatos/Dificuldade do jogo
Eternal Darkness possui alguns caminhos que determinam o rumo do jogo, no final do primeiro capítulo o jogador pode escolher qual caminho seguir, de acordo com os três artefatos a sua disposição.  A escolha que é feita neste momento do jogo não só determina qual dos três outros antagonistas estão alinhados na trama principal, mas também afeta a dificuldade do jogo e quais os inimigos que aparecerão em capítulos e períodos de intervalo subsequentes. Depois que o jogo é completado por um caminho, ele não estará mais disponível em partidas futuras, até que o jogador complete os três caminhos. Uma série de tutoriais breves são fornecidos durante os primeiros capítulos, com o objetivo de explicar os vários aspectos do jogo, incluindo dois sistemas distintos - um sistema de lançamento de feitiços, chamado "Magick", e o "Medidor de Sanidade".

### Sistema de Feitiços
A Magick pode ser usado por todos os personagens (com exceção daqueles nos dois primeiros capítulos), e consiste em feitiços que podem ser usados para causar danos nos adversários, proteger personagens e curá-los, e ser usado para resolver certos quebra-cabeças, com o jogador capaz de atribuir cinco feitiços (ou até cinco variações diferentes do mesmo feitiço) para uso rápido durante o jogo. Embora os feitiços custem uma certa quantidade de magick, dependendo da força do mesmo, eles não podem ser lançados até que o jogador tenha dois objetos em sua posse - Runas (similar na aparência aos glifos ou sigilias), que compoem os feitiços; e um Círculo de Poder, havendo três tipos disponíveis, e permitem que o jogador lance feitiços usando três, cinco ou sete runas - ambas armazenadas no "Tomo da Escuridão Eterna", que cada personagem jogável deve possuir antes de usar magias.
Runas e Círculo de Poderes que são adquiridos em um capítulo, podem ser usados por personagens em capítulos e períodos de intervalo subsequentes. Os feitiços custam uma parte da barra de magick que o personagem possui, que se recarrega ao longo do tempo, mas o lançamento do feitiço pode ser interrompido se o personagem for atacado. O jogo apresenta uma lista de feitiços que podem ser desbloqueados, alguns dos quais são versões mais poderosas de feitiços já existentes, mas todos exigem que o jogador combine uma série de runas para lançá-los. As runas são divididas entre três tipos - runas de alinhamento baseadas nos ancestrais do jogo, que alimentam um feitiço; runas verbais (efeito), que denotam a ação do feitiço; e nominais (alvo), que indicam o que é afetado pelo feitiço, seja o personagem, uma área ou um inimigo - embora essas runas não possam ser usadas, independentemente de como elas foram adquiridas, até que o jogador também encontre uma tableta de pedra que possa traduzir seu uso. Os jogadores também precisam de um pergaminho mágico para saber quais os efeitos que uma combinação de Runas terá, tais pergaminhos não são obrigatórios. Todos os feitiços são fundamentalmente afetados pela runa de alinhamento que foi usada para lhe dar poder, incorporando quatro tipos: Vermelho, Verde, Azul e Roxo. Três deles são adquiridos no decorrer do jogo, sendo que a ordem cronológica de sua aquisição é determinada por qual artefato o jogador escolheu no início, e cada um afeta feitiços em parâmetros específicos. Feitiços que causam dano aos inimigos são operados em um princípio de pedra, papel e tesoura. O quarto, roxo (mantorok), não é essencial, mas tem maior poder do que os outros três, todavia não possa ser usado para lançar certas magias.
Abaixo é detalhado como cada alinhamento de runa afeta os feitiços:
- Feitiços de alinhamento vermelho afetam a saúde física, e causam maior dano aos inimigos de alinhamento verde.
- Feitiços de alinhamento azul afetam a magicka, e causam maior dano aos inimigos de alinhamento vermelho.
- Feitiços de alinhamento verde afetam a sanidade, e causam maior dano aos inimigos de alinhamento azul.
- Feitiços de alinhamento roxo afetam todos os três medidores, e causam dano a inimigos de qualquer alinhamento.

### Efeitos de Sanidade
O aspecto que destaca Eternal Darkness são os "Sanity Effects" (Efeitos de sanidade), conceito exclusivo do jogo que foi patenteado pela Nintendo. 
Ao iniciar o segundo capítulo, os jogadores devem vigiar o medidor de sanidade - uma barra verde que diminui quando o jogador é avistado por um inimigo. À medida que a barra decai, mudanças sutis no ambiente e eventos aleatórios e incomuns ocorrem refletindo a perda gradual da noção da realidade do personagem (e, por conseguinte, do jogador). Enquanto os efeitos menores incluem um ângulo de câmera distorcido, cabeças de estátuas seguindo o personagem e ruídos inquietantes, tais como pessoas chorando e murmurando, os efeitos mais fortes incluem paredes e tetos sangrando, o som de uma batendo em uma porta, acontecimentos como adentrar uma sala falsa, explora-la, e depois descobrir que o personagem nunca saiu da sala anterior; bem como mortes espontâneas do personagem e vários efeitos que quebram a quarta parede, como após completar um capítulo aparecer uma tela com os dizeres "To Be Continued" (a ser continuado) seguida de uma propaganda de uma suposta "continuação" do jogo, bem como simulações de erros e anomalias da TV, tais como o volume diminuir sozinho ou sumir toda a imagem da tela restando apenas o som funcionando, seguido de barulhos do personagem sendo atacado, etc;  ou de anomalias do GameCube; enquanto este último não afeta a jogabilidade, eles podem ser mal interpretados pelo jogador como um mau funcionamento técnico, por exemplo, mensagens de erros do console, este pode iniciar a tela de reinicialização, ou, quando o jogador tentar salvar seu progresso no jogo, aparecer uma mensagem dizendo que os dados foram corrompidos e que o cartão de memória deverá ser formatado - notório pois há relatos de que alguns jogadores ao se depararem com esse aparente erro ligavam enfurecidos para o suporte técnico da Nintendo of America reclamando, quando na verdade seus dados estavam intactos.
Quando a barra de sanidade está completamente vazia, danos adicionais à sanidade afetam a barra de vida. Para evitar isso, os jogadores podem recuperar a Sanidade perdida, usando os feitiços restauradores alinhados com o verde ou executando um movimento de finalização contra um inimigo; isso pode ser feito quando um inimigo toma bastante dano e colapsa no chão, mas deve ser feito antes que seu corpo desintegre.

## Enredo

### Ambientações
A trama da Eternal Darkness se passa por quatro locais principais e o jogo vai e volta entre eles, incluindo um templo/complexo subterrâneo, chamado de Cidade Proibida, na Pérsia/Oriente Médio; um templo Khmer de Angkor Thom, no Camboja; a Catedral Oublié em Amiens, França (não ser confundido com a Catedral de Amiens); e a Mansão da Família Roivas em Rhode Island, Estados Unidos.

### Sinopse
Alexandra Roivas, uma estudante universitária que estuda em Washington, retorna à propriedade de sua família em Rhode Island depois que seu avô, Edward Roivas, ter sido encontrado brutalmente assassinado. Duas semanas depois de seu regresso, a polícia local ainda não encontrou o assassino, então Alexia decide investigar por conta própria a mansão por indícios e tropeça em uma sala secreta contendo, entre outros itens estranhos, um grande livro velho (tomo) amarrado com pele e ossos humanos chamado "Tome of Eternal Darkness". Decidindo lê-lo, ela descobre que ele contém informações detalhadas de várias pessoas do passado, começando com a história de Pious Augustus, um respeitado comandante militar romano, que foi enviado para a Pérsia Antiga em 26 a.C., para localizar uma relíquia importante. Atraído para longe de seus homens por vozes misteriosas, Pious encontrou-se aventurando em um complexo subterrâneo chamado Forbidden City (Cidade Proibida), e termina por se deparar com três artefatos, cada um possuindo a essência de um poderoso ser divino referidos como "Ancients" (Antigos). Ao tentar tocar em um dos artefatos, Pious é corrompido por seu poder, tornando-se um bruxo morto-vivo com grande poder, assim prometendo sua fidelidade aos Antigos e começa a se mobilizar para convocá-los para este universo. Buscando aprender mais, Alexia vasculha a mansão por mais páginas do Tomo e aos poucos descobre como vários indivíduos entraram em contato com ele - enquanto lida com Pious e seus servos.

### Personagens

#### Protagonistas
- Alexandra Roivas (dublada por Jennifer Hale) - Também conhecida como Alexia, é uma estudante de Washington, em 2000, que retorna para a mansão de sua família a fim de investigar o assassinato de seu avô. Ela é a principal protagonista do jogo, sendo jogável durante o prólogo, o período de intervalo da história, e no final do jogo. Ela também narra todos os epílogos com exceção de um.
- Edward Roivas (dublado por Neil Dickson) - Um psicólogo clínico, e avô de Alexia, que se envolve nos planos dos Antigos em 1952. Ele é o narrador primário do jogo que introduz a história, cada capítulo do Tomo (com exceção do primeiro capítulo), e o epílogo no final do jogo.
- Ellia (dublado por Kim Mai Guest) - Uma escrava quemer e concubina da corte de Suriavarmã II, que anseia por aventura antes de ser selada dentro de um templo de uma ex-deusa da fertilidade, em 1150.
- Anthony (dublado por Cam Clarke), Um mensageiro Franco que tenta avisar Carlos Magno do perigo que sua vida corre em 814, após ler uma mensagem destinada ao imperador que continha um feitiço corrosivo.
- Karim (dublado por Rino Romano) - Um espadachim persa, que se aventura pelo deserto Persa em busca de um tesouro que estaria na Cidade Proibida, em 565.
- Dr. Maximillian Roivas (dublado por William Hootkins) - Um rico viúvo e médico colonial aposentado, que tenta descobrir os segredos da mansão que herdou, em 1760. A solidão e os mistérios da casa o levam a questionar sua sanidade mental. Ele é o ancestral de Alexia e Edward Roivas.
- Dr. Edwin Lindsey (dublado por Neil Ross) - Um renomado arqueólogo que viaja para o Camboja, em 1983, a fim de explorar um esquecido templo que conseguiu encontrar com tecnologia de satélite, mas acabo por ser traído pelo homem que financiou sua expedição.
- Paul Luther (dublado por Paul Eiding) - Um monge Franciscano, que visita Amiens para ver uma relíquia na catedral local, em 1485, e acaba por ser acusado de assassinato pelo Inquisição local.
- Roberto Bianchi (dublado por Phil Proctor) - Um artista, arquiteto e viajente Veneziano, que é forçado a ir para Cidade Proibida, em 1460 por um chefão local, para realizar um levantamento arquitetônico de um pilar a ser construído na área.
- Peter Jacob (dublado por Michael Bell) - Um repórter de campo que escreve sobre a I Guerra Mundial enquanto visita a Catedral de Oublié em 1916, e acaba investigando-a, quando é surpreendido por monstros que surgem após um súbito apagão.
- Michael Edwards (dublado por Greg Eagles) - Um bombeiro Canadense enviado para extinguir um incêndio causado por óleo em 1991, logo após o fim da Guerra do Golfo, que acaba ficando preso na Cidade Proibida depois de um acidente.

#### Antagonistas
- Pious Augustus (dublado por Richard Doyle) - um Centurião romano, que é atraído para a Cidade Proibida, em 26 a.C., quando estava com os seus soldados, e é corrompido por um artefato antigo, transformando-se em um bruxo morto-vivo. Ele é o principal antagonista do jogo, e o jogador o controla durante o desenrolar do primeiro capítulo, no qual ele narra tanto a sua abertura quanto seu término.
- Ulyaoth - Um ser antigo, cuja forma é semelhante à de uma água-viva e cujos poderes são focados em magia e planos dimensionais. Seus servos são tingidos de azul.
- Xel'lotath - Um ser antigo, cuja forma é semelhante à de uma enguia, constituída por quatro braços esbeltos ligados a um tronco com um grande olho no centro. Seu poder está focado em afetar a sanidade, e seus servos são verdes.
- Chattur'gha - Um ser antigo, que tem uma aparência de crustáceo com duas garras e cujo poder se concentra na força física e na matéria. Seus servos são tingidos de vermelho.

#### Personagens Secundários
- Mantorok - Um Antigo que é descrito como o "vigia" dos outros antigos, e o único a ter uma presença física na Terra. Ele é considerado como estando tanto em uma posição de superioridade quanto de inferioridade aos outros Antigos, dependendo do contexto, e aprisiona todos os três fora da realidade, apesar de que o poder que ele tem sobre estes ter, aos poucos, começado a minguar. Sua forma remete a da criatura shoggoth do universo Lovecraftiano, sendo um ser enorme, amorfo, com incontáveis olhos e bocas, uma referência clara a H. P. Lovecraft. Seus servos são tingidos de preto.
- Chandra - Uma cortesã e interesse amoroso de Karim. Ela atribui a ele a missão de encontrar um tesouro que ela deseja, mas morre enquanto ele está fora, depois de apaixonar-se por outro homem.
- The Custodian - Um monge Franciscano encontrado por Paul Luther, que é responsável por cuidar da Catedral de Oublié. Ele auxilia Paul na investigação de um assassinato que ambos estão sendo acusados de cometer, a fim de compreender a verdade que a vítima estava perto de descobrir.

## Desenvolvimento
Quando a Silicon Knights começou a desenvolver Eternal Darkness, a intenção era criar um jogo "que estava no gênero de terror, mas não classificado como "terror de sobrevivência", e, mais tarde, rotulando-o como um "thrillerpsicológico" durante entrevista com a IGN, se opondo ao que se referiram como os "enredos de filme B de terror" de Resident Evil. Ao mesmo tempo, Denis Dyack comentou durante uma entrevista sobre a sua decisão de projetar o jogo com a intenção de "mexer com a cabeça das pessoas", após ter sido inspirado por notícias que viu na mídia. O jogo foi inicialmente planejado para o Nintendo 64 e iria apresentar vários personagens, incluindo "um comandante das Forças Especiais bem adentro das linhas inimigas", com os desenvolvedores mostrando o conceito inicial durante a 1999 E3 Expo; A Silicon Knights acabou por mudar de ideia e retrabalhou o jogo a fim de torná-lo um título de lançamento para o Nintendo GameCube. O lançamento do jogo foi atrasado em 2001, já que os desenvolvedores foram obrigados a mudar a localidade do mundo Árabe em um quarto das fases do jogo, pois seria impróprio incluí-lo após os acontecimentos dos ataques de 11 de setembro de 2001. Como um resultado direto dessa mudança, os escritores Dyack e Ken McCulloch foram forçadas a abandonar o uso de Joseph De Molay, um Cavaleiro Templário, que seria o personagem jogável nessas fases, e no lugar criaram Karim, um personagem novo para a nova ambientação das fases. Além destas alterações, os desenvolvedores também decidiram abandonar o uso de um quinto Ancient na trama, e readaptaram a história de Mantorok tornando-o uma entidade tanto superior quanto inferior para com os outros três Anciets, porém mantendo nele elementos do alinhamento do quinto, incluindo sua cor, na versão final do jogo.
A música e efeitos sonoros de Eternal Darkness foram compostos por Steve Henifin. A trilha sonora foi disponibilizada exclusivamente através da revistaNintendo Power, com o CD contendo 14 faixas, muitas das quais são versões estendidas das contidas no jogo.
O jogo foi dublado por vários atores, uma boa parte deles notáveis por fornecer as vozes dos personagens na série Metal Gear, incluíndo Jennifer Hale, Neil Dickson, Cam Clarke, Kim Mai Guest, Greg Eagles, Paul Eiding e David Hayter. A Silicon Knights mais tarde iria desenvolver o remake de Metal Gear Solid para o GameCube, com esse mesmo elenco.

## Lançamento
Eternal Darkness: Sanity's Requiem foi lançado e publicado pela Nintendo em 24 de junho de 2002 na América do Norte, 25 de outubro de 2002 no Japão e 1º de novembro de 2002 na Europa. Ele foi o primeiro jogo eletrônico diretamente publicado pela Nintendo (em vez de um desenvolvedor terceirizado) a ser avaliado com um "M" (Mature - Somente para maiores de 17 anos) pela Entertainment Software Rating Board (ESRB).

### Curta-metragens
Em 2002, a Nintendo e a Hipnotic, uma empresa de entretenimento cinematográfico, estabeleceu um concurso de cinema no qual os concorrentes apresentaram ideias que mais tarde seriam financiadas em curtas se fossem escolhidas. A Hipnotic também comprou os direitos para produzir um filme ou série de TV baseada no jogo. O concurso procurou ideias que tentassem evocar o mesmo tipo de terror psicológico que o jogo pretendia causar, mas os filmes não seriam diretamente baseados nos personagens ou enredo de Eternal Darkness.
O vencedor do grande prêmio do concurso foi Patrick Daughters, pelo filme Unloved (Mal Amada). Depois dessa conquista Patrick viria obter sucesso ao dirigir clipes de vários artistas renomados, como Kings of Leon, Muse, Feist e em 2016 dirigiu um clipe para a cantora Adele.
O filme escolhido pelo público foi Cutting Room Floor por Tyler Spangler e Michael Cioni. Outros vídeos em destaque no site oficial são "Article Number One" por Julian Cautherley, "Dinner with Kip" por Chris Schwartz, "Del" por Chris Milnes, "Suburban Nightmare" por Christopher Reves, "Darkness Visible" por David McMillan, "The Corner of the Eye" por Peter Hunziker, "Carnal Noise" por Francisco Aliwalas, e "<<" (pronuncia-se "rebobine") por Rich Gallup.

## Recepção

### Resenhas e vendas
Eternal Darkness: Sanity's Requiem recebeu aclamação crítica quase que universal da crítica especializada após o seu lançamento, com notas de agregadores de resenhas de mais de 9/10 tanto no GameRankings quanto no Metacritic, um fato notável e difícil de alcançar, especialmente para um jogo de nicho e para maiores de 17 anos. 
Com a alta nota de 9.6/10, a IGN concedeu à Eternal Darkness um dos seus Editor's Choice Awards (Prêmios de Escolha do Editor) e, em sua análise do jogo, afirmou "Simplesmente, uma conquista incrível que não deve ser negligenciada. A maioria dos jogos não costumam ser tão esplêndidos quanto este."
Eternal Darkness vendeu menos de meio milhão de cópias em todo o mundo. No Japão, o jogo vendeu por volta de 18 mil cópias até 1º de janeiro de 2007.

### Prêmios
Eternal Darkness: Sanity's Requiem ganhou diversos prêmios, incluindo o "Outstanding Achievement in Character or Story Development" ("Prêmio de Excelência em Desenvolvimento de Personagens ou Enredo) na 6th Annual Interactive Achievement Awards, apresentado pela Academia de Artes e Ciências Interativas em 2003, onde foi também nomeado para "Jogo de Console do Ano", "Inovação em jogos de console" e "Conquista Excepcional em Direção de Arte" No Best and Worst of 2002 (Melhores e Piores de 2002) da GameSpot, foi premiado como "Melhor Design de Som para GameCube", "Melhor Enredo para GameCube" e "Melhores Gráficos (Artísticos) para GameCube"; o jogo também foi nomeado para "Melhor Música para GameCube", "Melhor Jogo de Ação e Aventura para GameCube", assim como "Jogo do Ano de GameCube". A Premiação de Jogo do Ano da GameSpy's concedeu ao jogo um título honorário de "Prêmio do Dia do Tentáculo (Cthulhu)" (Day of the Tentacle Award).

### Retrospectiva
Em 2006, aNintendo Power avaliou Eternal Darkness como o 101º melhor jogo para sistemas da Nintendo enquanto os leitores da IGN o votaram como o 96º melhor vídeo game de todos os tempos para todos os sistemas; em 2009, a Official Nintendo Magazine o listou como o 48º melhor jogo da Nintendo. Foi classificado como o sétimo melhor jogo para o GameCube pela X-Play, em 2006, como o quinto melhor jogo de GameCube pela IGN, em 2007, e como o décimo melhor jogo de GameCube pela ScrewAttack naquele mesmo ano, e ficou em quarto lugar na lista de melhores jogos de GameCube na edição de janeiro de 2009 da Game Informer.
Tanto X-Play quanto Game Informer, em 2007, e em 2006, classificaram-no como o quinto jogo mais assustador de todos os tempos. Em outras listas, ScrewAttack avaliou o falso efeito de sanidade de "Dados Corrompidos" como o "9º momento mais "QUEDIABOSÉISSO" dos video games" (Ninth top "OMGWTF" moment in gaming), em 2008, e em 2007 Alexia Roivas foi incluída entre as 50 maiores heroínas de jogos eletrônicos por Tom's Games, e ficou na posição 40º de maior heroína da história dos video games pela Complex em 2013.
Vários artigos retrospectivos demandaram uma continuação para o jogo. Em 2008 a IGN incluiu Eternal Darkness em sua lista de "Franquias de terror que deveriam sair do túmulo", e em 2009 a GamesRadar listou Eternal Darkness entre os jogos de "franquias com potencial inexplorado", e em 2010 a UGO o colocou em uma lista similar de jogos "que precisam de uma continuação".

## Legado

### Continuação cancelada
Denis Dyack, designer e diretor de Eternal Darkness e Too Human, disse "absolutamente sim" em julho de 2006, em resposta à questão de uma possível continuação. Ele afirmou que a Silicon Knights queria que Eternal Darkness fosse um jogo independente, mas a empresa sempre teve a intenção de fazer mais jogos no mesmo universo, envolvendo os Ancients. Na Vitrine de Primavera da Microsoft de 2008, Dyack confirmou que um retorno à franquia poderia estar perto: "Há uma chance; nós amamos todos os jogos que fazemos. Não queremos ficar presos a um gênero só, queremos ser conhecidos pelo bom conteúdo... Há uma forte chance de revisitarmos aquele mundo, mas nenhum anunciamento por enquanto." Em novembro de 2011, a Silicon Knights alegou que queria focar em um de seus títulos mais solicitados para a próxima geração de consoles. Isso combinado com o fato de que a Nintendo havia renovado a patente do jogo, mais uma vez, gerou rumores de que outro jogo da série estaria sendo feita como um dos títulos de lançamento para o Wii U. no entanto, o projeto foi cancelado devido aos problemas legais da Silicon Knights com a Epic Games.
Em dezembro de 2012, a Nintendo estendeu seus direitos de Eternal Darkness pela quinta vez, indicando que a empresa ainda tem interesse na franquia. Quaisquer chances de uma continuação, pelo menos pela Silicon Knights, foram encerradas no dia 9 de maio de 2013, após a falência da mesma, que fechou seu escritório e vendeu seus equipamentos. No entanto, a Nintendo registrou uma patente em 29 de julho de 2013, com um novo documento que indicava que poderia ser um jogo via download pela internet. Quando perguntado sobre isso pela GameSpot, a Nintendo se recusou a responder.

### Shadow of the Eternals
Em 3 de maio de 2013, foi anunciado que a Precursor Games, composta por muitos ex-membros da Silicon Knights, havia começado uma campanha de crowdfunding através do PayPal, com o objetivo de angariar $1,5 milhão de dólares para criar um sucessor espiritual de Eternal Darkness, sob o título de "Shadow of the Eternals" (A Sombra dos Eternos, em tradução livre), a ser lançado para Microsoft Windows e Wii U. O jogo iria ser lançado em 12 episódios de duas a quatro horas de duração, com Denis Dyack atuando como o chefe executivo de criação. Em 13 de maio daquele mesmo ano, uma segunda campanha de angariação de fundos foi lançada no Kickstarter, com o objetivo de $1,35 milhão no prazo de 36 dias. Estando na metade do caminho da campanha no início de junho, com a justificativa de "uma enchente de novas e animantes oportunidades que vão tornar o jogo melhor do que nós imaginávamos," a empresa decidiu encerrar o financiamento de campanhas no Kickstarter e em seu site oficial, reembolsando todo o dinheiro acumulado de volta para seus colaboradores, e prometeu relançar uma nova campanha, poucas semanas depois, com "uma revelação desse novo e empolgante desenvolvimento." Mais tarde, em junho, o membro fundador da Precursor Games e co-designer de ambos Eternal Darkness e Shadow of the Eternals, Kenneth McCulloch, foi preso e se declarou culpado da acusação de pornografia infantil; o estúdio imediatamente cortou todos os laços com ele. Outra campanha no Kickstarter foi lançada em 25 de julho com o alvo de $750 mil dólares. Em vez de 12 episódios, o jogo seria lançado como uma experiência de 8 a 10 horas de duração.
O jogo foi anunciado da seguinte maneira: "Quando o Detetive Paul Becker é chamado para um dos mais sangrentos massacres de gangues da história do estado de Louisiana, restavam apenas dois sobreviventes de um conflito brutal entre dois cultos rivais. Ao decorrer das interrogações de Becker aos suspeitos, a combinação das lembranças destes vão desvendando a verdade sobre os 'Eternos'. Com um elenco de heróis e vilões, Shadow of the Eternals abrangerá mais de 2500 anos de história por todo o Egito, Inglaterra, Hungria e Estados Unidos. Os jogadores irão questionar a percepção da realidade enquanto tentam equilibrar as mecânica de combate, magia e eventos de sanidade para progredir na aventura. Shadow of the Eternals levará os jogadores em uma viagem inesquecível através dos tempos; tecendo fatos históricos com ficção pertubadora para criar uma experiência diferente de qualquer outra." Em 10 de maio, um trailer de nove minutos de gameplay foi mostrado.
Ao criar o visual do jogo, a Precursor Games adquiriu artes conceituais da Silicon Knights que iriam ser usados na sequência de Eternal Darknessa, antes desta ter sido cancelada. Apesar que a Nintendo ainda detém os direitos de Eternal Darkness, assim como a patente para o "Medidor de Sanidade" exclusivo do jogo, o chefe da Precursor Games, Paulo Caporicci, afirmou que o estúdio estava em "constante comunicação" com a Nintendo, que estava se mostrando favorável ao projeto.
Em outubro de 2014, foi anunciado que Denis Dyack tinha criado uma nova empresa de entretenimento, a Quantum Entanglement Entertainment. Um dos primeiros projetos seria a reinicialização do desenvolvimento de Shadow of the Eternals. Dyack também estaria considerando a possibilidade desta propriedade vir a luz pelo cinema ou televisão. Até 2017, porém, o jogo se encontra na situação de development hell.